# 西寒多神社

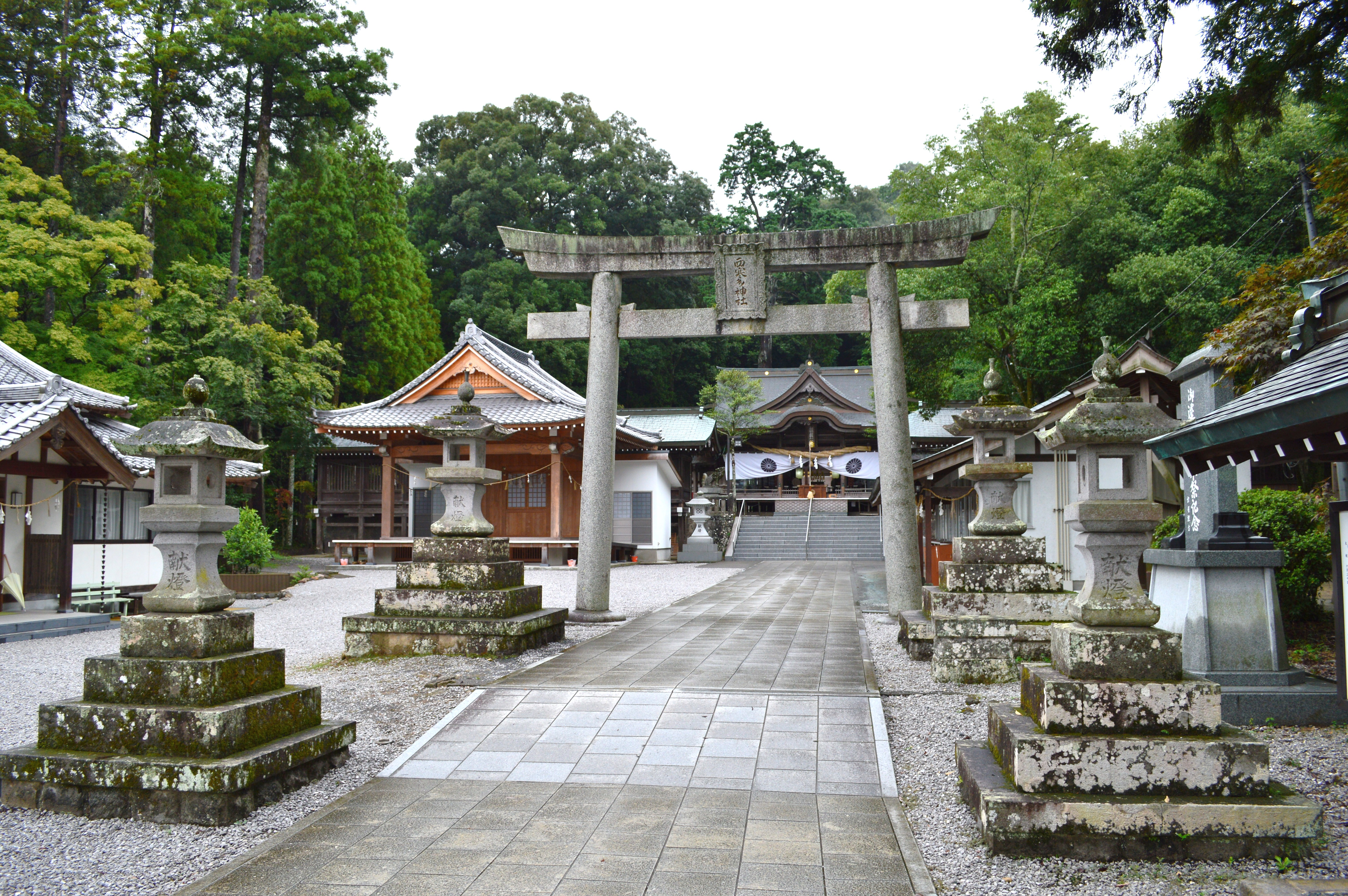
鳥居

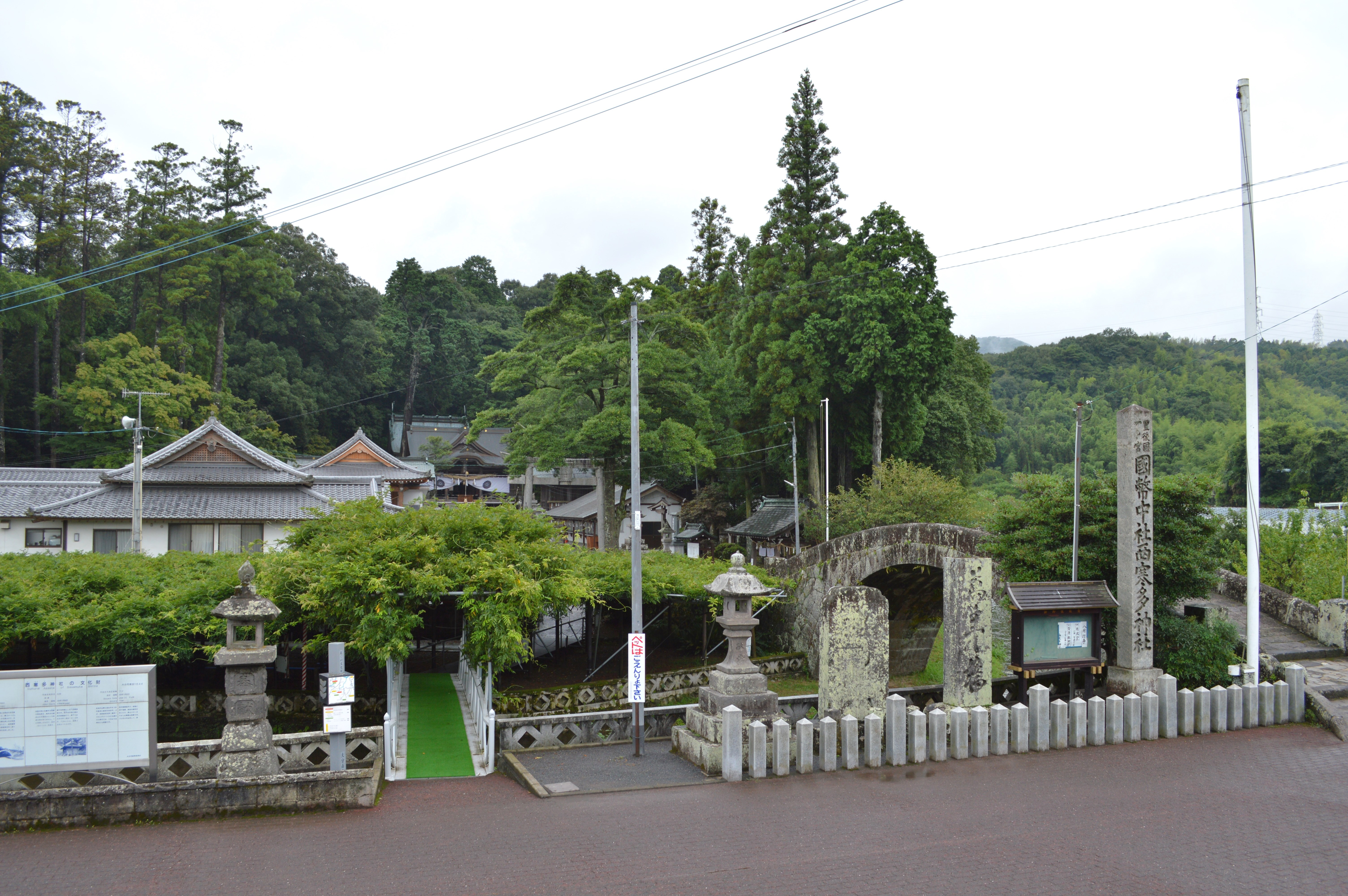
境内遠景

西寒多神社（ささむたじんじゃ）は、大分県大分市にある神社。式内社（大社）、豊後国一宮。旧社格は国幣中社で、現在は神社本庁の別表神社。

## 祭神
主祭神（本殿）
- 西寒多大神 （ささむたのおおかみ）
天照皇大御神、月読尊、天忍穂耳命の総称としている[注 1]。

相殿神
- 応神天皇
- 神功皇后
- 武内宿禰

殿内所在諸神
- 伊弉諾大神、伊弉册大神
- 大直日大神、神直日大神
- 天思兼大神
- 大歳大神、倉稲魂大神
- 軻遇突智大神
- 天児屋根命
- 経津主神

## 歴史

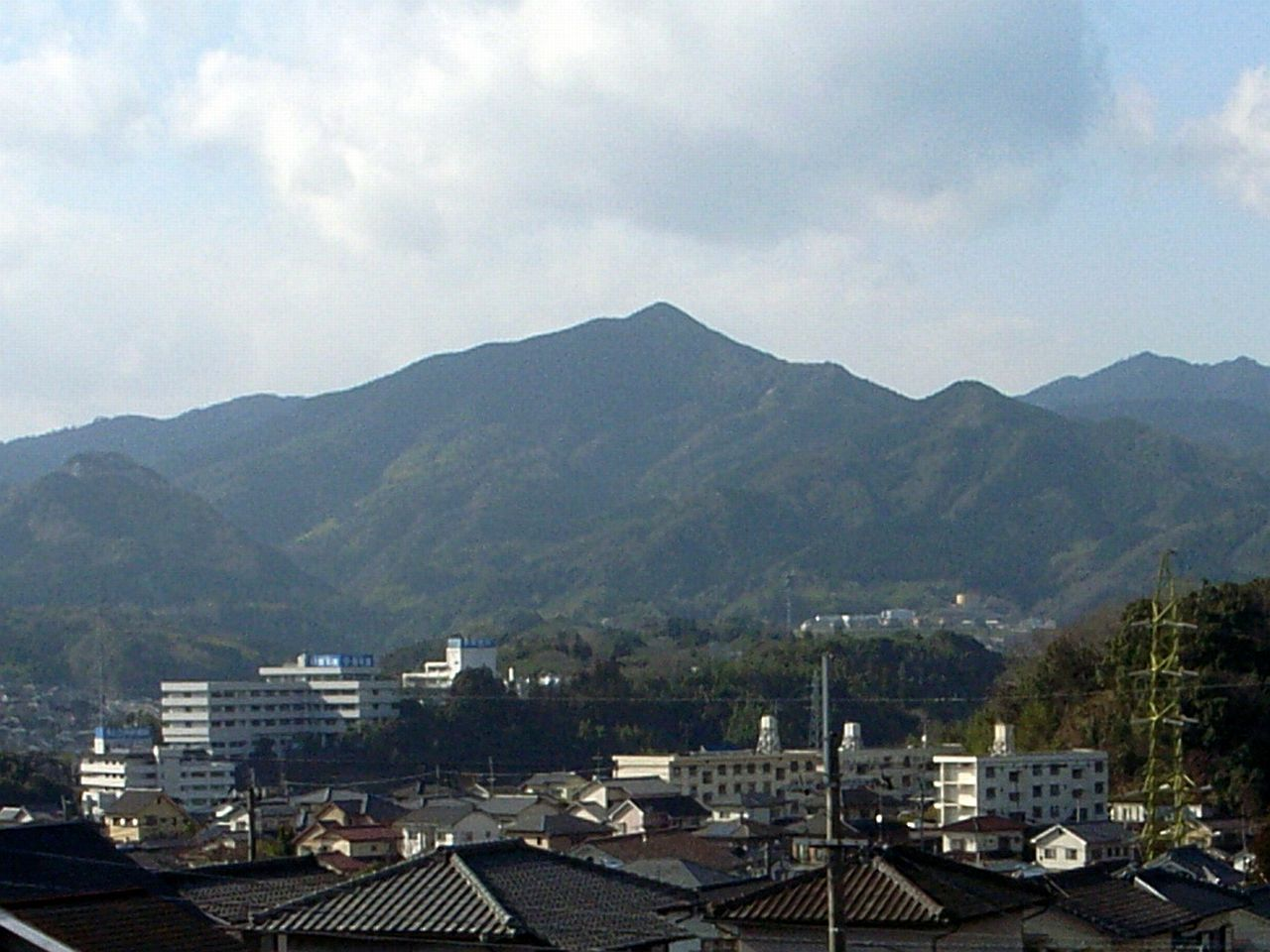
本宮山

### 創建
「大分郡志」によれば、神功皇后が三韓征伐からの帰途、西寒多山（現 本宮山）に臨幸し、その証として山頂に白旗を立てたという。当地の人々はこれを崇敬して籬垣を結んで拝んでいた。その後、応神天皇9年4月、武内宿禰が本宮山上に祠を建てたのが創祀であるという。
この伝承から、当社は本宮山を神体山として成立したと見られている。

### 概史
国史の初見は、『日本三代実録』貞観11年（869年）3月22日条の西寒多神に従五位下を授けるという記述である。『延喜式』神名帳では豊後国大分郡に「西寒多神社」と記載され、豊後国では唯一の大社に列した。また、豊後国一宮として崇敬されたという。平安時代後期以降は衰退したが、中世以降は領主の大友氏の崇敬を受けた。
明治4年（1871年）5月14日、近代社格制度において国幣中社に列格し、第二次大戦後は神社本庁の別表神社となった。

### 神階
- 貞観12年（870年）2月15日、無位から従五位下 （『日本三代実録』）

### 考証

#### 式内社の比定
式内社「豊後国大分郡 西寒多神社」の論社としては、他に西寒田神社（大分県臼杵市）がある。『豊後国志』『太宰管内志』では、そちらが本祠であるとし、応永15年（1408年）3月に大友親世が現在地に遷座したと伝えている。一方、大分郡の郡域や本宮山伝承から、こちらが本祠であろうとする見方が強い。

#### 豊後国一宮の比定
当社の一宮への比定は、『豊後国志』『太宰管内志』「大分郡志」等による。一方で、豊後国一宮は柞原八幡宮も主張している。嘉応3年（1171年）の史料で「由原八幡宮」を一宮とするものがあり、宇佐八幡宮別宮の柞原八幡宮が当社を差し置いて一宮に転化したと見方が強い。一宮について記した史料では、根拠は不明ながら、『諸国一宮神名帳』（1375年以前成立）は柞原八幡宮を、『大日本国一宮記』（16世紀頃成立）は当社を記載している。
これに関連して、安永10年（1781年）の縁起では「当社を柞原神社ともいう」として両社を同体視する伝承を載せている。ただし、これは誤りと見られている。

## 境内

### 社殿
本殿右に立つ神庫は、明治19年（1886年）の造営。入母屋の校倉造り。大分市の文化財に指定されている。

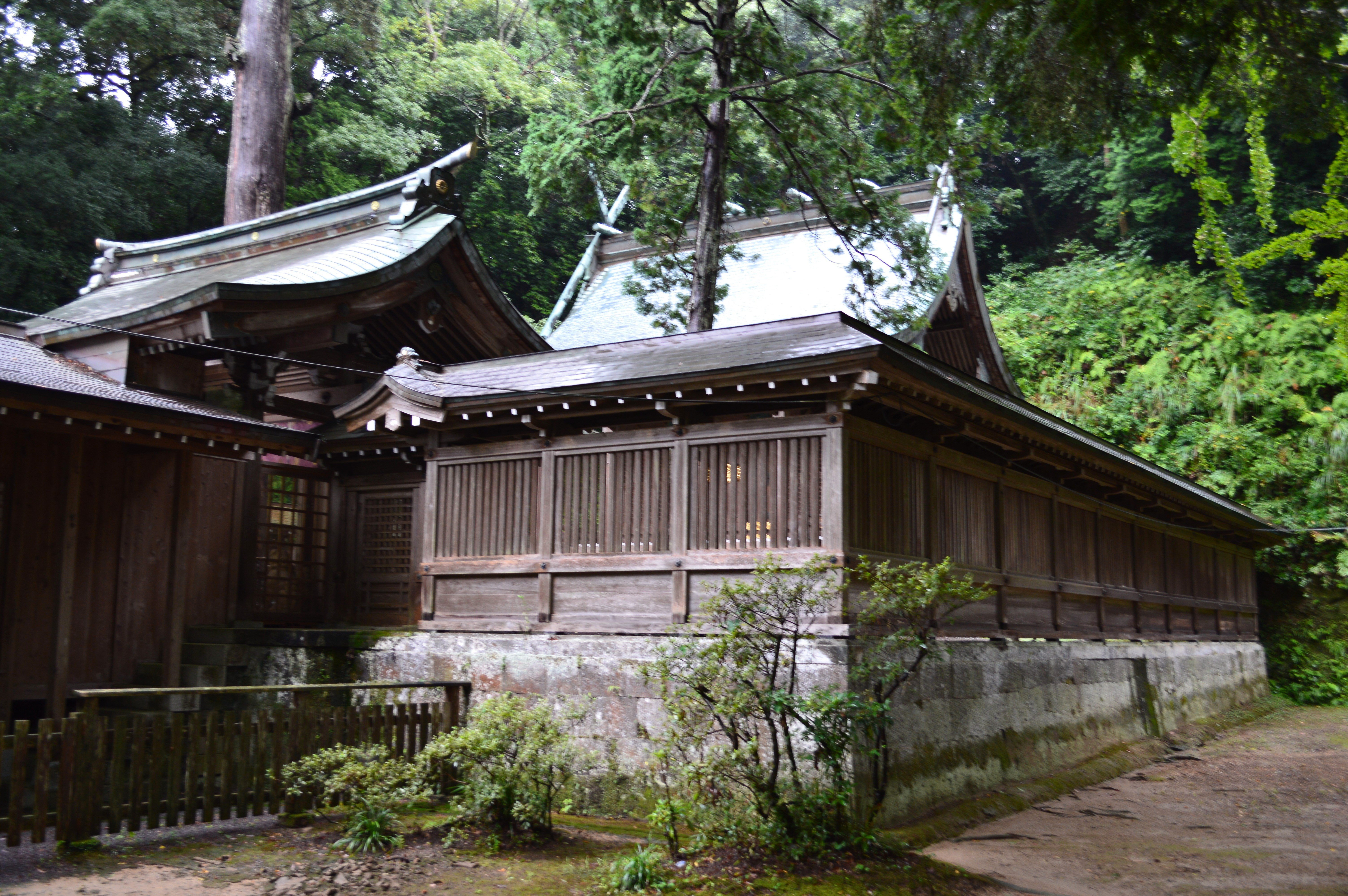
本殿
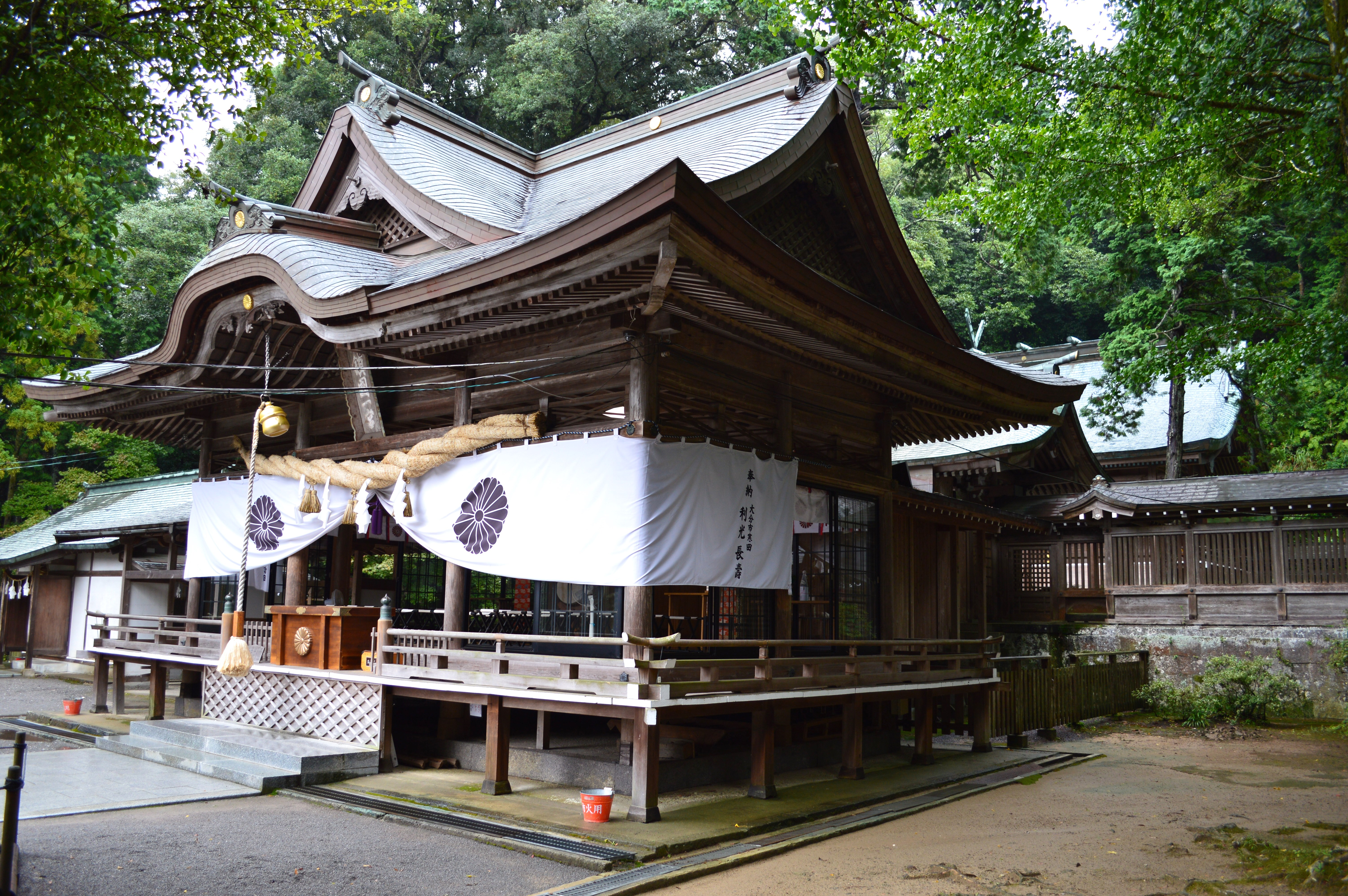
拝殿
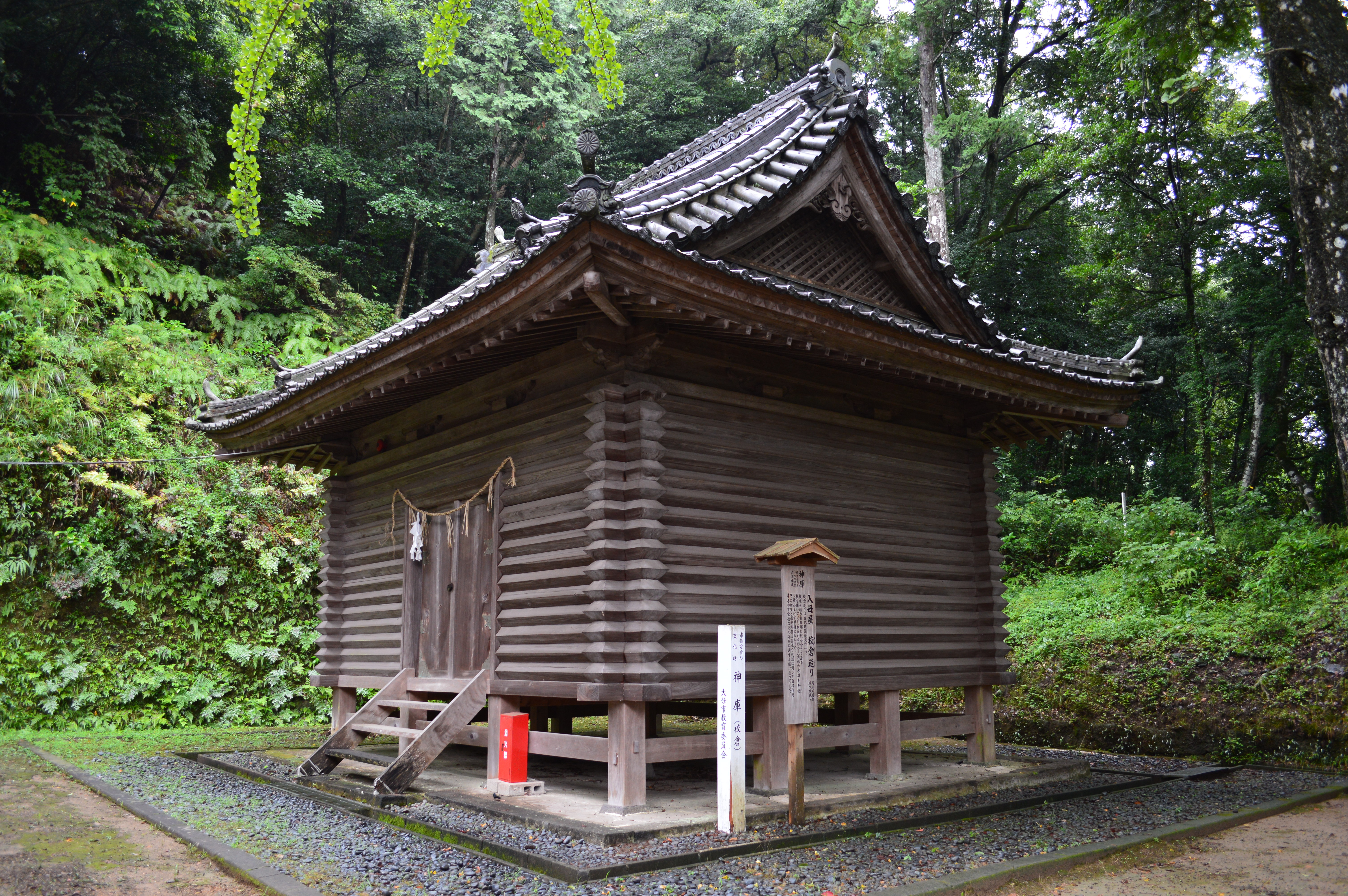
神庫（市指定文化財）
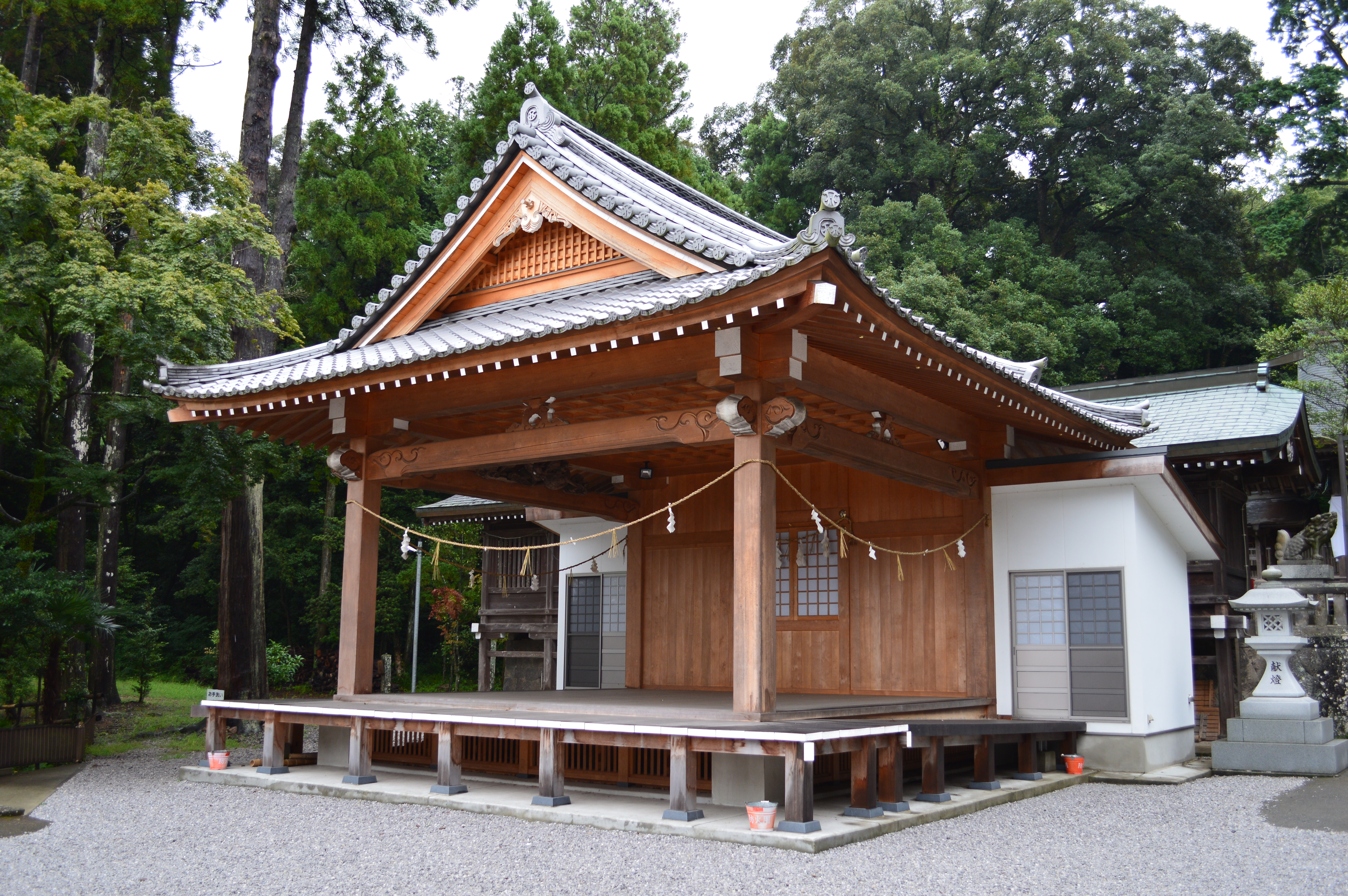
神楽殿

### 万年橋

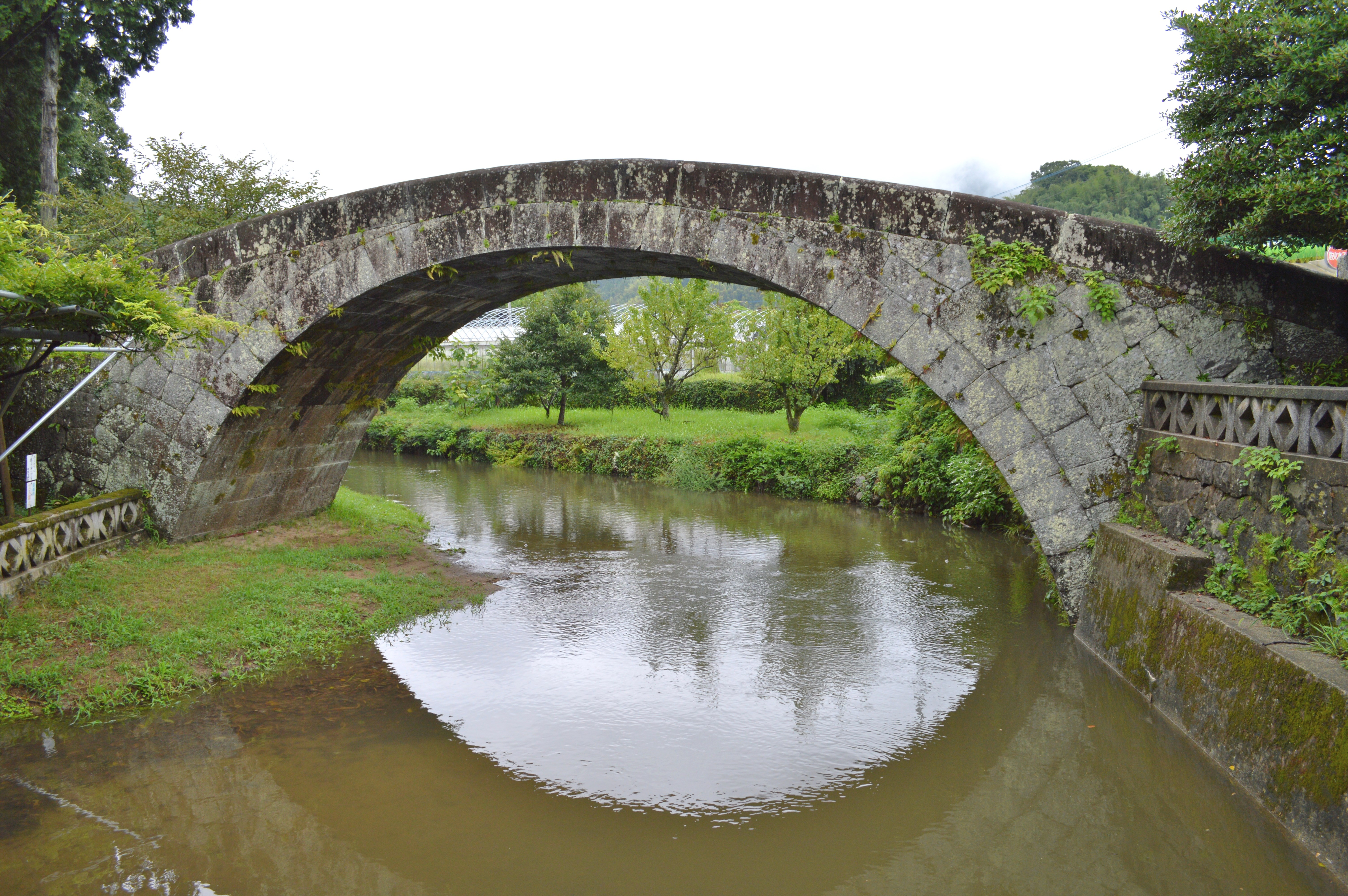
万年橋（県指定文化財）

万年橋（まんねんばし）は、西寒多神社の入口を流れる大分川水系寒田川（通称 みそぎ川）に架かる石造単アーチ橋である。昭和55年（1980年）4月8日に大分県の有形文化財に指定されている。
主構造がアーチであるだけでなく、路面も緩やかな弧を描く太鼓橋で、路面とアーチとの間の石組が狭いのが特徴である。江戸時代末の文久2年（1862年）に当時延岡藩領であった寒田村の庄屋らが発起し、岡藩領であった大野郡柴北村（現 豊後大野市犬飼町柴北）の石工2代目後藤郷兵衛ら20名によって同年に竣工した。
諸元
- 所在地：大分県大分市寒田
- 河川：大分川水系寒田川
- 形式：石造単アーチ橋
- 橋長：22.0メートル
- 橋幅：3.7メートル
- 径間：11メートル
- 拱矢（アーチ高）：3.9メートル
- 竣工：文久2年（1862年）
- 石工：後藤郷兵衛（2代目）
- 文化財指定等：大分県指定有形文化財

## 摂末社

### 奥宮

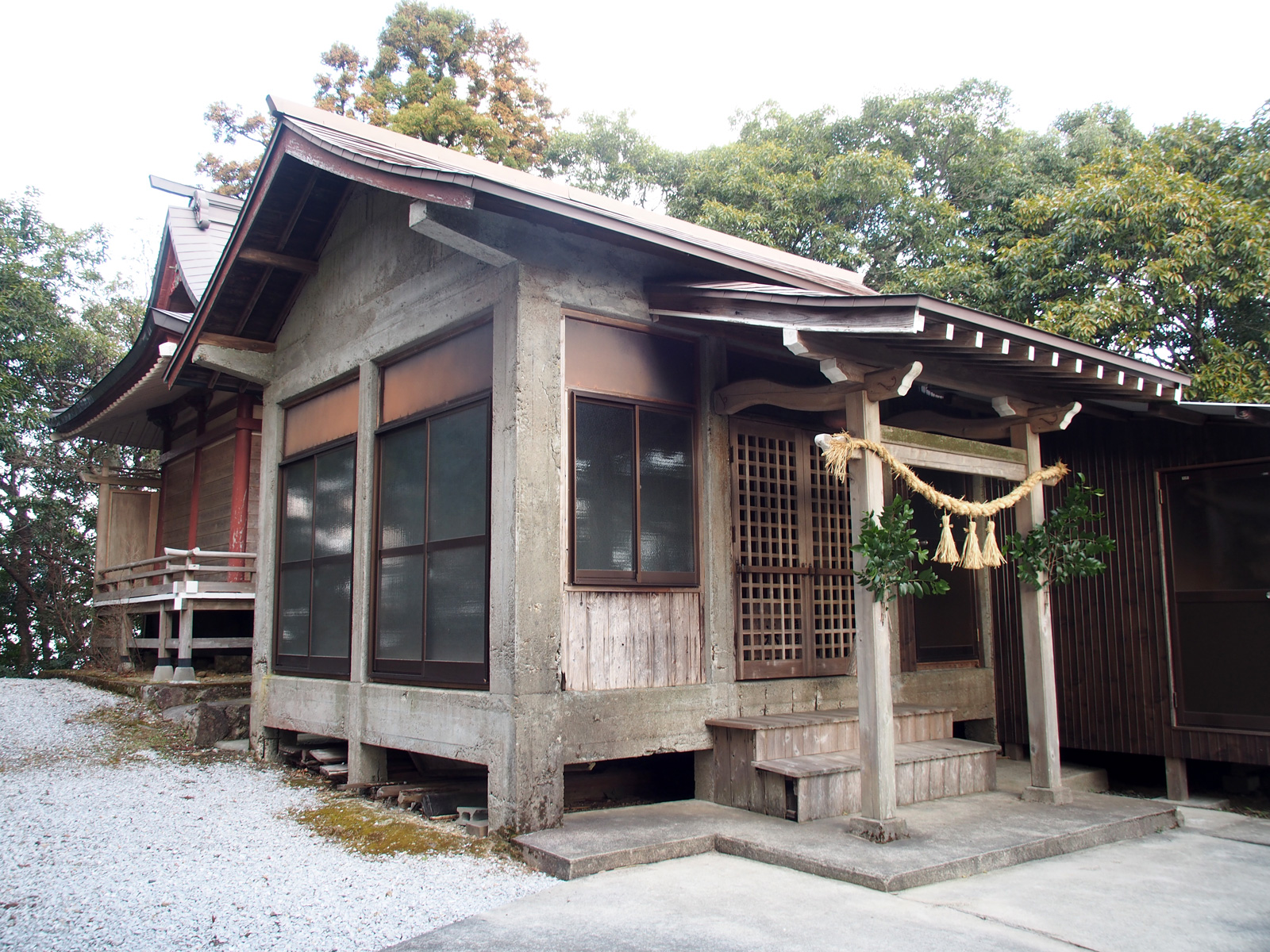
本宮神社（奥宮）

- 本宮神社
  - 所在地：本宮山頂（北緯33度08分45.56秒 東経131度35分34.34秒 / 北緯33.1459889度 東経131.5928722度） - 本社境内から片道約2時間。

当社創祀の地と伝える。

### 境内社

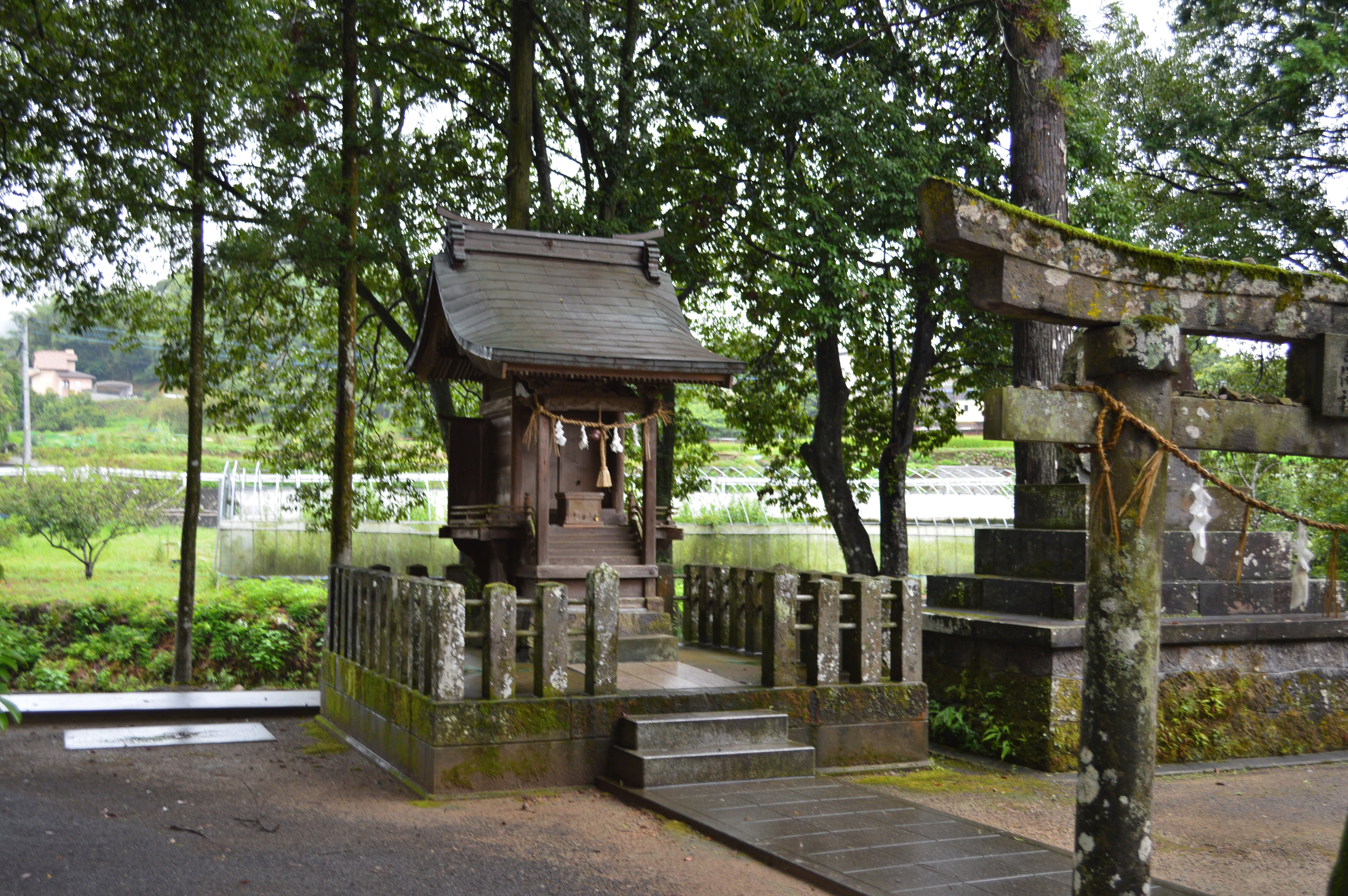
合併社
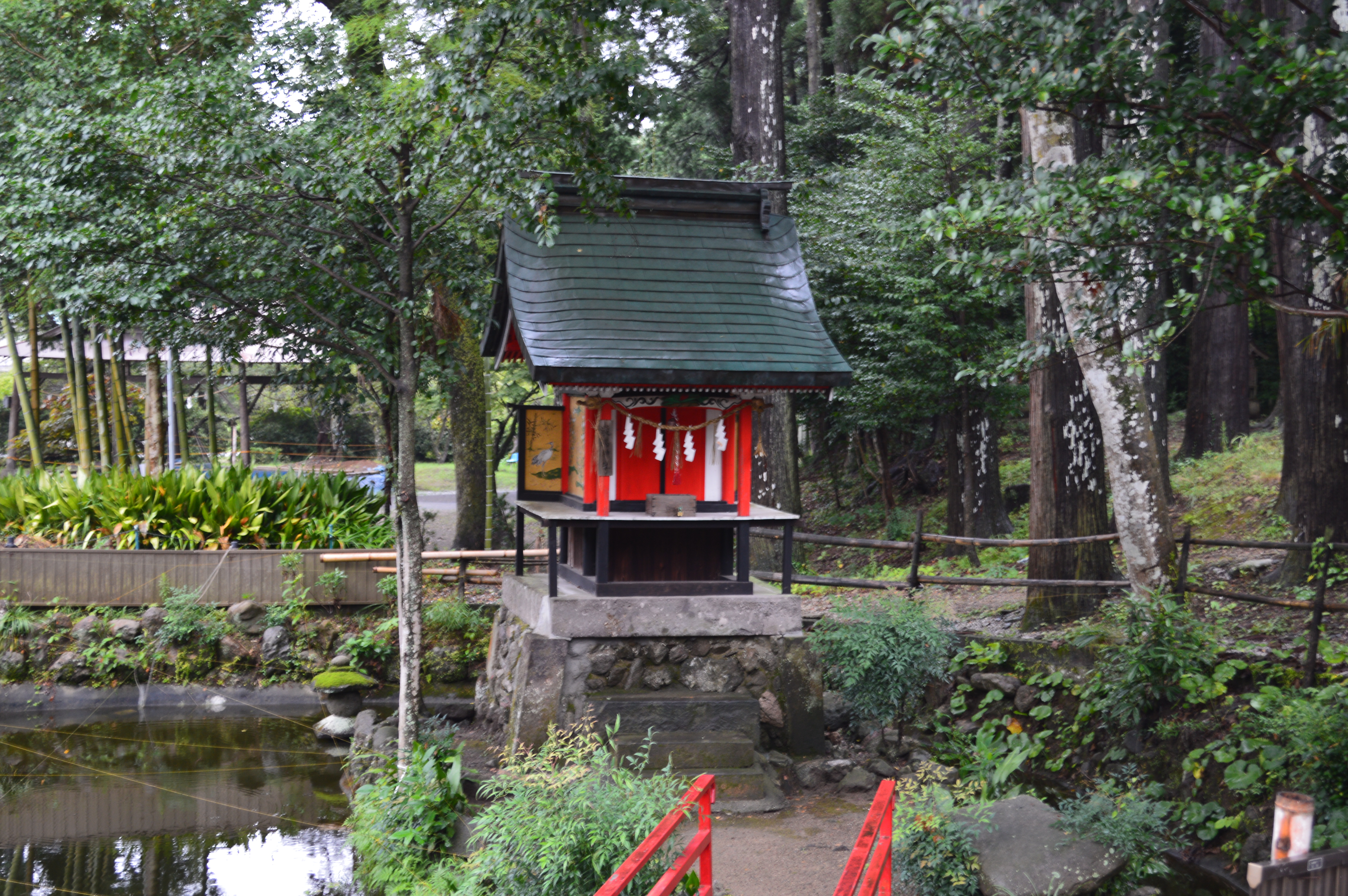
厳島神社
- 繰生社
- 伊勢社

- 合併社
- 厳島神社

## 主な祭事

### 式年祭
- 御神衣祭（かんみそまつり）
特殊神事。33年目ごとの例祭の日に行なわれる。祭神の神衣を新調して納める式年大祭である[注 2]。
- 神幸大祭（御神幸祭）
3年目ごとに行なわれる。

### 年間祭事
- 月次祭 （毎月1日）
- 元旦祭 （1月1日）
- 厄除星祭 （2月1日-3日）
- 祈年祭 （3月15日）
- 本宮春祭 （3月20日）
- 例祭 （4月15日）
- ふじまつり （5月3日-5日）
万年橋近くのフジの花が見ごろを迎える。神殿祭、育木祭、慰霊祭、水神祭、勧学祭が行なわれる。
- 大祓 （6月30日）
- 夏越祭 （7月最終日曜）
- 本宮秋祭 （10月20日）
- 新嘗祭 （11月23日）
- 大祓、除夜祭、古守札焼納祭 （12月31日）

## 文化財

### 大分県指定文化財
- 万年橋（有形文化財） - 昭和55年4月8日指定。

### 大分市指定文化財

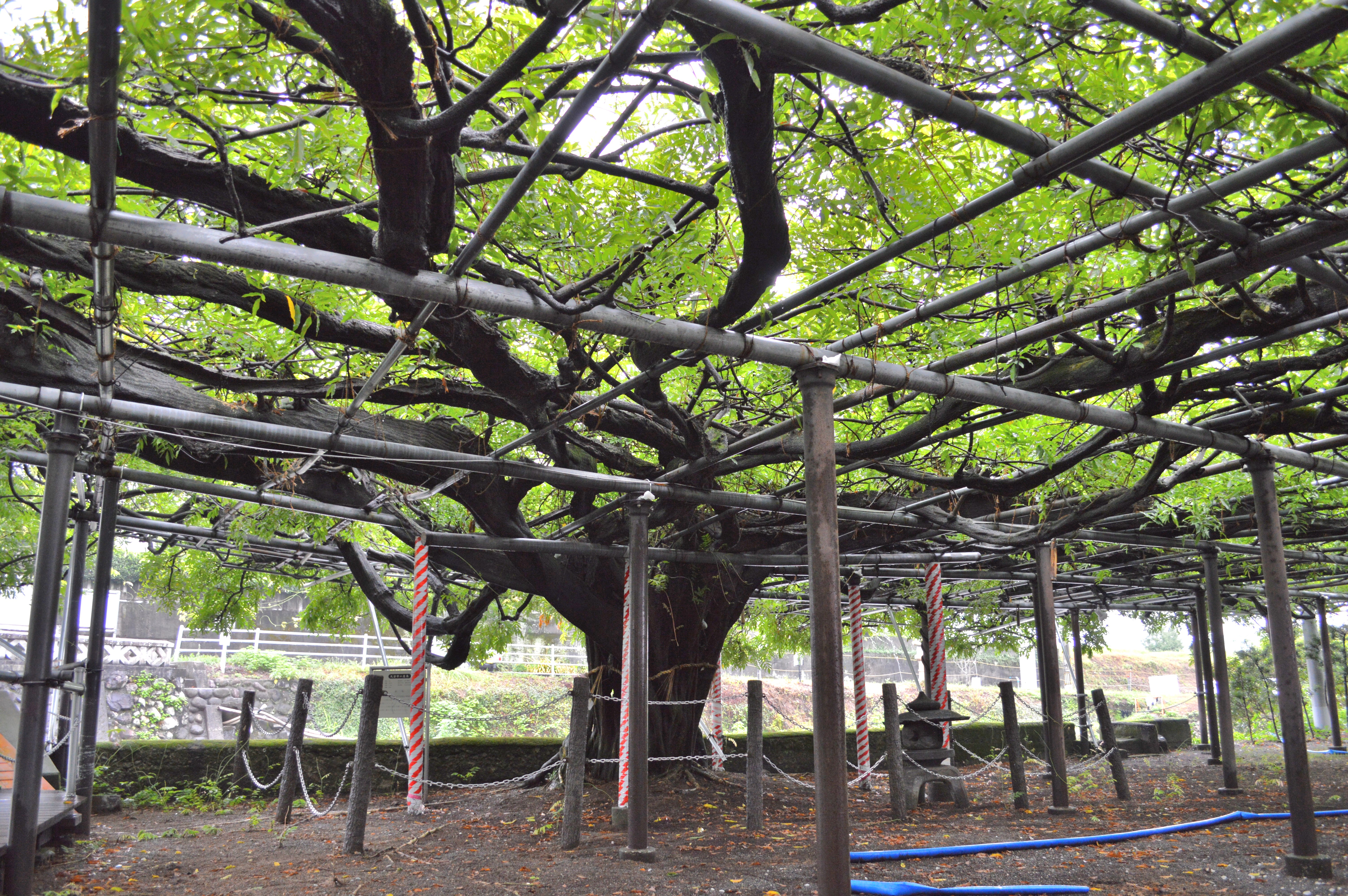
ヤマフジ（市の天然記念物）

- 神庫（有形文化財） - 昭和49年1月9日指定。
- ヤマフジ（天然記念物） - 樹齢450年以上、樹高3.5m、幹周2.8m[6][7]。昭和49年1月9日指定[8]。大分市指定名木（樹木の部）にも指定されている。

### その他
- 西寒多神社の森 - 大分県指定特別保護樹林、大分市指定名木（樹林の部）[9]。

## 交通アクセス
- バス：大分バス（ふじが丘行）で、「ふじが丘南」バス停下車 （北緯33度10分34.00秒 東経131度35分46.04秒、下車後徒歩約8分）
- 鉄道：JR九州豊肥本線 敷戸駅 （徒歩約30分）